# Transatlántico

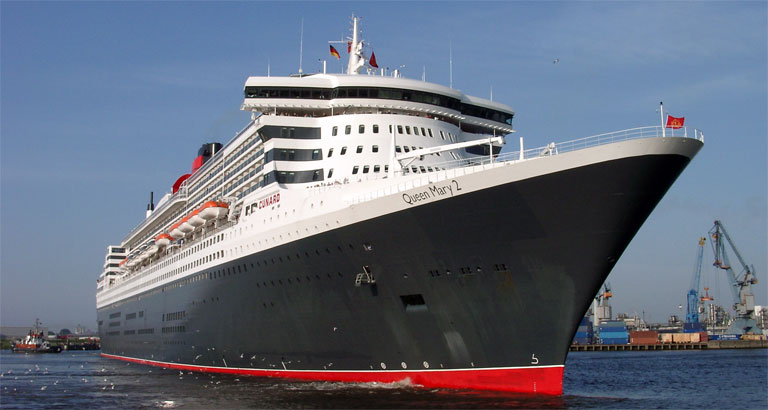
El (2004) en Saint-Nazaire. Perteneciente a la naviera Cunard Line, es el transatlántico más grande, lujoso y caro construido en la historia marítima.

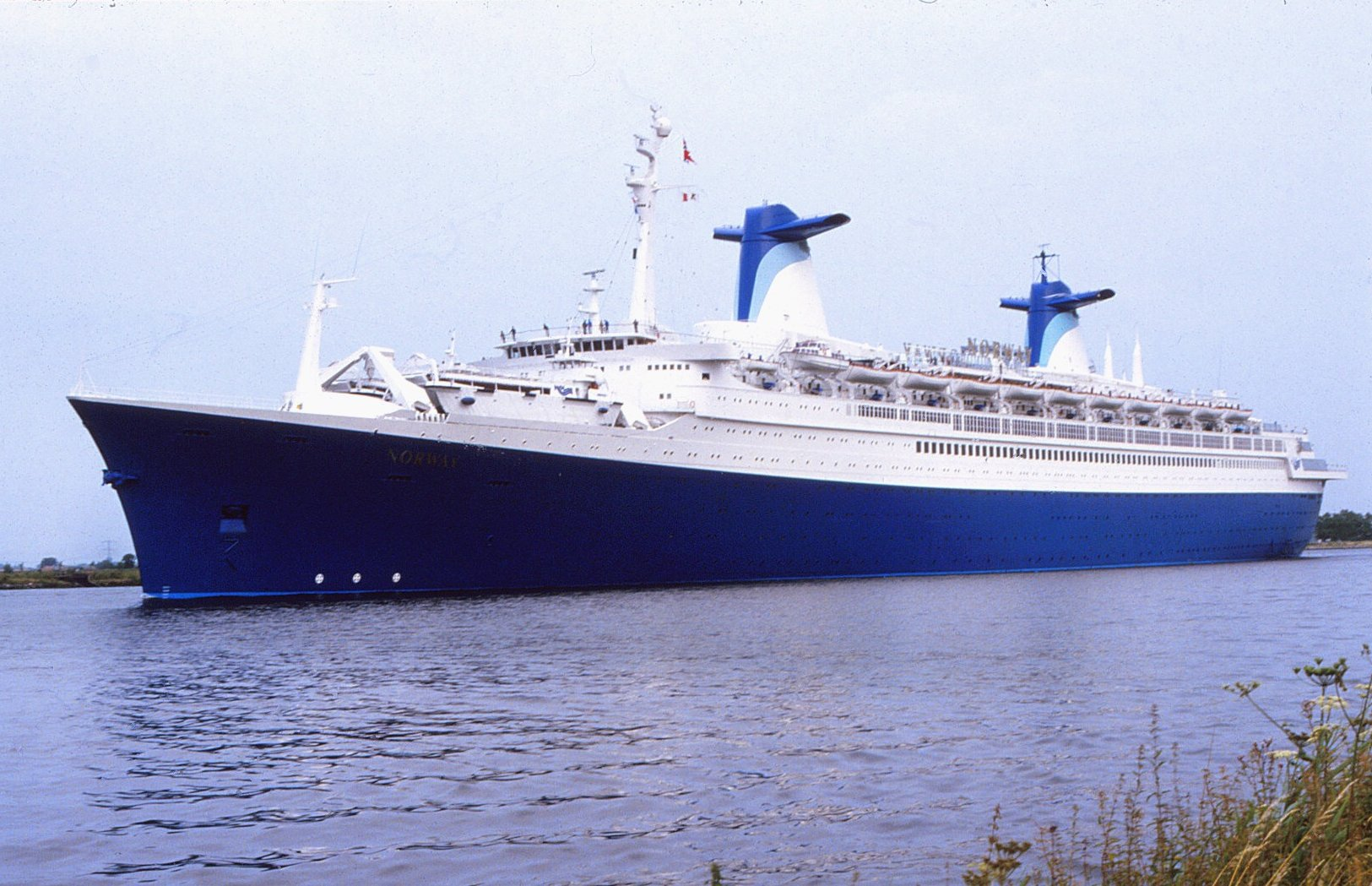
El (1961), uno de los transatlánticos más famosos de la segunda mitad del.

Un barco transatlántico, o trasatlántico, como su nombre indica, es una nave capaz de cruzar el océano Atlántico, viaje conocido como la «travesía del Atlántico». Los primeros transatlánticos propiamente dichos eran propulsados por motores de vapor y se les conocía con el nombre de «vapores».[cita requerida]
El concepto, en sentido amplio, se contrapone al de «barcos de cabotaje»; es decir, los transatlánticos son cruceros mayores que pueden navegar durante varios días o semanas sin avistar la costa, y ser capaces de atravesar por costumbre mares y océanos, con envergaduras descomunales y de similares capacidades para tripulantes. Sus usos generales son para ocio y grandes transportes de objetos materiales y personas (pasajeros).
Durante los años 1960, tras la llegada de los primeros grandes aviones de línea a reacción, como el Boeing 707, se popularizaron y extendieron las líneas aéreas, con lo cual la suerte de las grandes compañías de navegación transatlántica sufrió un durísimo golpe. Muchas se arruinaron y grandes y lujosos buques fueron dedicados al servicio de transbordador o acabaron en el desguace antes de tiempo.
Hoy en día, la mayoría de los buques de tipo transatlántico se utilizan para hacer cruceros turísticos, pero también tienen otros usos como el transporte de materiales o comida.

## Introducción

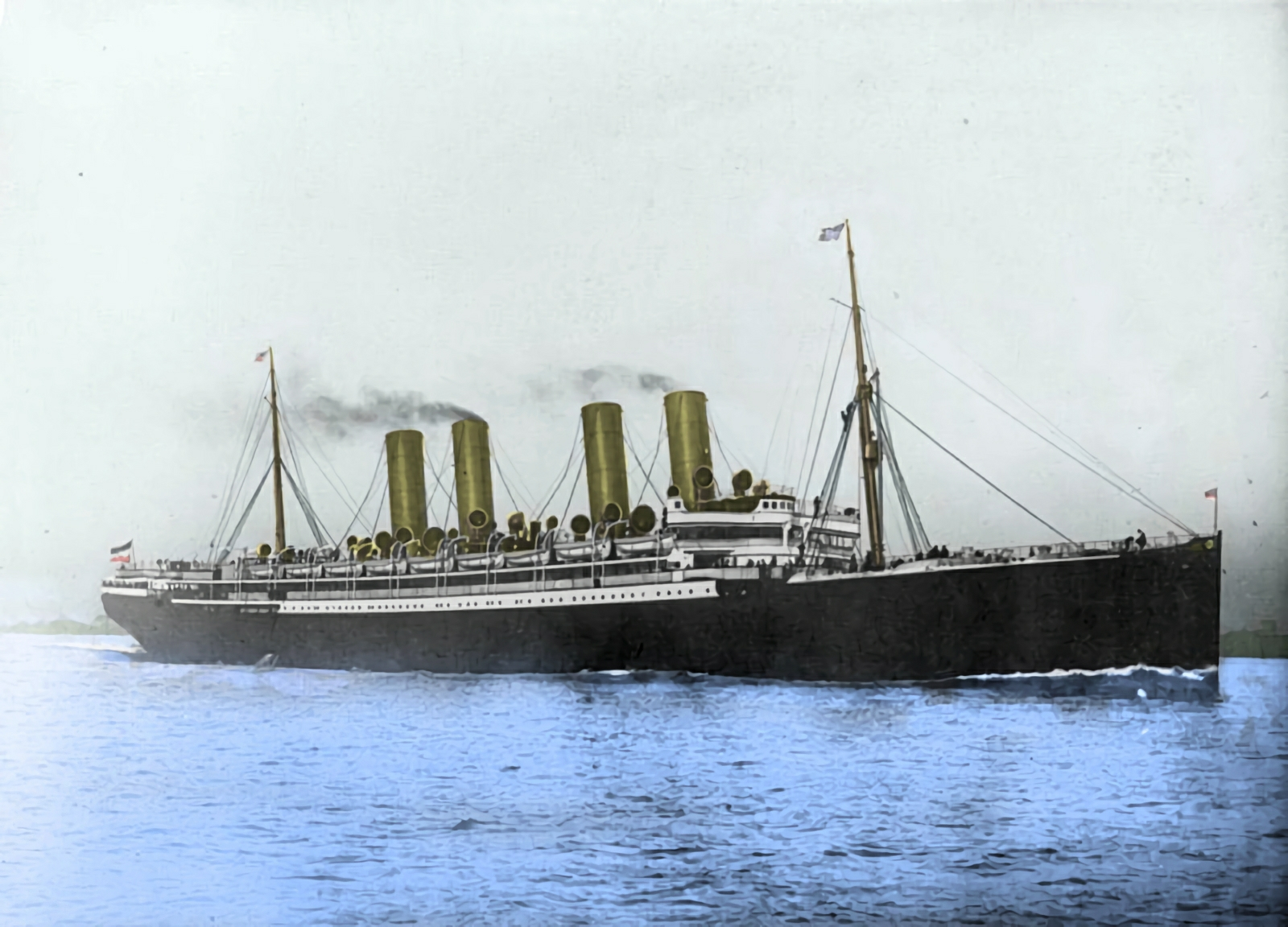
El vapor alemán (1897). Como principal medio para viajar entre los continentes durante un siglo (desde mediados del a mediados del), los transatlánticos fueron esenciales para las necesidades de transporte de los gobiernos nacionales, las empresas comerciales y el público en general.

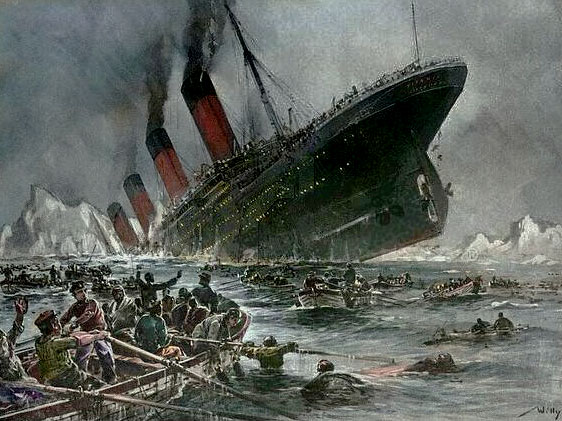
El hundimiento del RMS Titanic en 1912 es la tragedia más conocida de este tipo de buque.

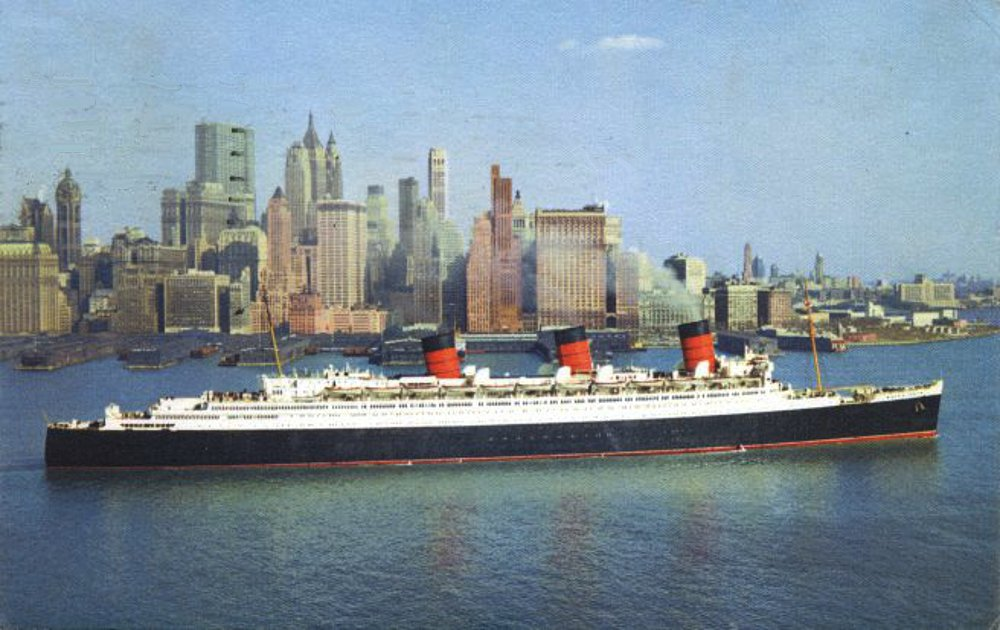
El, fotografiado en Nueva York a principios de la década de 1960. Actualmente es un museo flotante situado en el muelle de Long Beach (California), y uno de los últimos transatlánticos supervivientes.

Los transatlánticos fueron el principal modo de transporte intercontinental durante más de un siglo, desde mediados del siglo XIX hasta la década de 1960, cuando comenzaron a ser reemplazados por el uso del avión como medio de transporte. Además de pasajeros, los transatlánticos transportaban correo y carga. Los buques contratados para llevar el correo real británico (Royal Mail) utilizaban el acrónimo RMS en su designación. Los transatlánticos eran también el modo preferido para transportar oro y otras mercancías de alto valor.
La ruta más transitada por los transatlánticos se encontraba en el Atlántico Norte, con barcos que viajan entre Europa y América del Norte. Fue en esta ruta que los transatlánticos más grandes, rápidos y avanzados prestaban su servicio. Pero mientras que en la imaginación popular contemporánea el término «transatlánticos» evoca estos grandes buques, la mayoría de los transatlánticos históricamente eran barcos de tamaño medio que sirvieron como medio de transporte de pasajeros y mercancías entre las diferentes naciones y entre las metrópolis de origen y sus colonias, en la era previa a los aviones a reacción. Dichas rutas incluían Europa y sus colonias de África y Asia, Europa a América del Sur, y el tráfico de migrantes de Europa a América del Norte durante el siglo XIX y las dos primeras décadas del siglo XX, así como para Canadá y Australia después de la Segunda Guerra Mundial.
Las compañías navieras son empresas dedicadas al transporte de pasajeros y carga, a menudo en rutas y horarios establecidos. Los viajes regulares programados en una determinada ruta son llamados «viajes de línea» y los barcos (pasajeros o de carga) de comercio en dichas rutas sobre la base de un determinado calendario se denominan «navíos de línea» o transatlánticos. El vocablo «transatlántico» ha llegado a ser utilizado de forma intercambiable con «barco de pasajeros», aunque puede referirse a un buque de carga o mixto (de pasajeros y carga).
Con el advenimiento de la era del avión a reacción, con la que el servicio de barcos transoceánicos comenzó un marcado declive, tuvo lugar una transición gradual de los buques de pasaje como medio de transporte hacia buques de cruceros, que sigue en la actualidad. Para que los transatlánticos pudieran seguir siendo rentables, las compañías de cruceros modificaron algunos de sus buques para operar en las rutas de cruceros, como el RMS Queen Elizabeth 2 o el SS France. Ciertas características de los transatlánticos de más edad hicieron que fueran inadecuados para su uso en cruceros, tales como el alto consumo de combustible, el calado que les impedía entrar en los puertos de poca profundidad, y camarotes (a menudo sin ventanas) diseñados para maximizar el número de pasajeros en lugar de la comodidad.
Los barcos italianos Michelangelo y Raffaello, los últimos buques construidos específicamente para su uso en la travesía del Atlántico, no pudieron ser reconvertidos de forma económica y protagonizaron breves carreras.

## Historia

### Viajes en la edad moderna
En los viajes de los siglos XXVII y XXVIII y según el historiador David Cressy, un viaje típico de Inglaterra a Virginia o Nueva Inglaterra podía durar entre 6 y 8 semanas.
También hay registros históricos de los largos viajes de hasta 3 meses de Europa hacia América del norte como el Mayflower (1620) que salió de Plymouth (Inglaterra) el 16 de septiembre de 1620 y llegó a Cabo Cod (Massachusetts) el 21 de noviembre de 1620. (66 días). También famosos son los viajes de Cristóbal Colón, que salió de Palos de la Frontera el 3 de agosto de 1492, llegó a Guanahani (Bahamas) el 12 de octubre de 1492 en 2 meses y 9 días.

### Del clíper al barco de vapor (1800-1838)

#### Los primeros transatlánticos

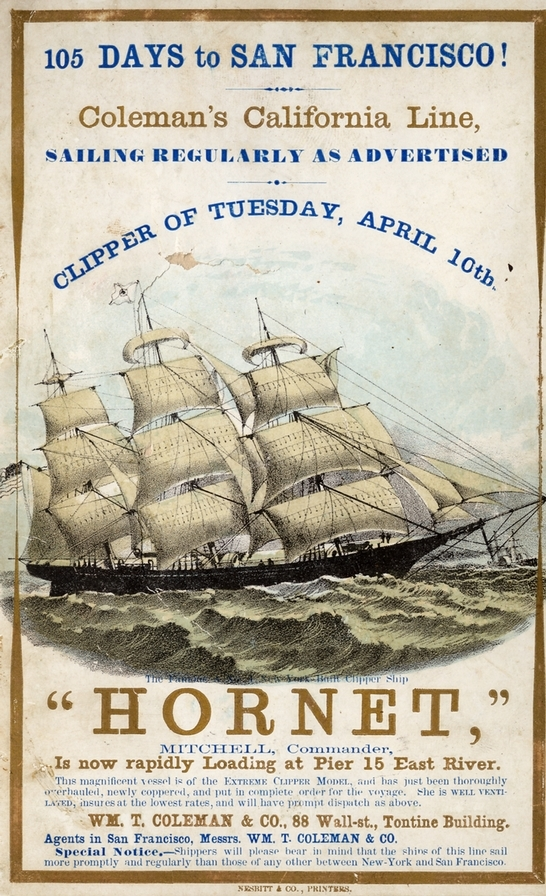
Los clípers son los ancestros directos de los primeros transatlánticos.

Los primeros transatlánticos aparecieron a mediados del siglo XVII. Estos barcos eran responsables de transportar el correo entre Gran Bretaña y el continente americano. A veces llevaban a bordo algunos viajeros. Por entonces, la armada británica era la más poderosa en el mundo. Operaba muchas rutas comerciales de todo el mundo para importar materias exóticas. El Mar del Norte y el Mar Báltico también se convierten en rutas comerciales mayores. Sin embargo, durante la primera mitad del siglo XIX, el servicio de barcos postales desapareció en favor del transatlántico.
A principios del siglo XIX, la revolución industrial y el crecimiento del comercio intercontinental —a través, en particular, de las colonias— hace imperativo el desarrollo de rutas seguras entre ellas y la metrópoli. La más importante de las potencias coloniales, Gran Bretaña necesitaba rutas estables para conectar las diferentes partes de su imperio: el Lejano Oriente, India, Australia, etc. Desde el siglo XVIII las grandes potencias marítimas están en equilibrio, y el sueño del neerlandés Hugo Grocio de que los océanos pertenezcan a todos se materializa. El nacimiento del concepto de "aguas internacionales", y la ausencia de reivindicación posterior simplifica la navegación. El comienzo del siglo XIX es la época de los clípers, veleros de gran alcance, a veces capaces de alcanzar velocidades superiores a 20 nudos. Estos barcos de larga distancia proceden principalmente de los Estados Unidos y enlazan muchas rutas; podían unir Macao y Nueva York en 70 días.
A partir de 1818, la naviera Black Ball Line ofreció el primer servicio regular de pasajeros desde el Reino Unido hasta los Estados Unidos con una flota de barcos de vela, poniendo énfasis en la comodidad de los pasajeros. Rápidamente, numerosas compañías siguieron su ejemplo ofreciendo sus servicios en todo el mundo.

#### Los primeros barcos a vapor

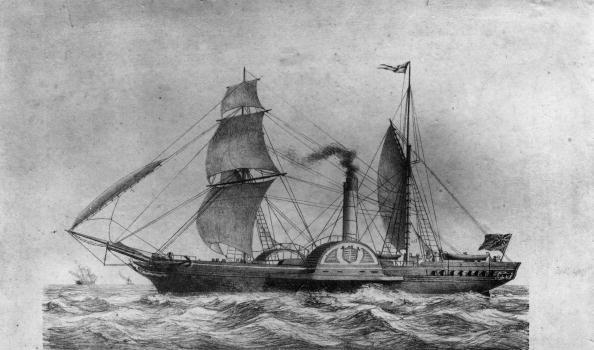
En 1838, el Sirius consigue convertirse en el primer barco en atravesar el océano Atlántico utilizando únicamente tracción a vapor.

Desde principios del siglo XIX, las máquinas de vapor comenzaron a aparecer en los barcos, pero en un principio eran ineficientes y ofrecen pocas ventajas respecto a los barcos de vela. En 1807, el ingeniero estadounidense Robert Fulton construyó el primer barco impulsado por esta tecnología, el Clermont, que logra unir Nueva York y Albany en treinta horas, antes de iniciar un servicio regular entre los dos ciudades. Otros barcos incorporaron rápidamente esta innovación. En 1816, el Elise fue el primer barco de vapor en cruzar el canal de la Mancha. En 1819 se produjo un nuevo desarrollo importante: el Savannah se convirtió en el primer buque de vapor en cruzar el océano Atlántico. Partiendo de la ciudad del mismo nombre, arribó al puerto de Liverpool en 27 días. Sin embargo, el cruce se realizó principalmente a vela mientras que el vapor solo se empleó no más de 72 horas durante el viaje. La respuesta del público a esta nueva tecnología se redujo y de los 32 pasajeros que habían reservado un lugar a bordo, ninguno abordó el Savannah. En ese momento, la navegación a vapor todavía no convencía a los profesionales, que lo veían más como una curiosidad, hasta el punto de que en 1820, el dueño del Savannah se deshizo de la máquina de vapor instalada en su barco.
El desarrollo de esta tecnología continuó y un nuevo paso se dio en 1833. El Royal Edward logró cruzar el Atlántico empleando el vapor en tres cuartas partes de su recorrido. La vela se utilizaba sólo para ayudar a limpiar las paredes cubiertas de sal de las calderas. Sin embargo, los escépticos eran todavía numerosos en 1836, cuando el escritor y científico irlandés Dionysius Lardner afirmaba que "el viaje directo de un vapor entre Liverpool y Nueva York es tan quimérico como un viaje a la Luna".

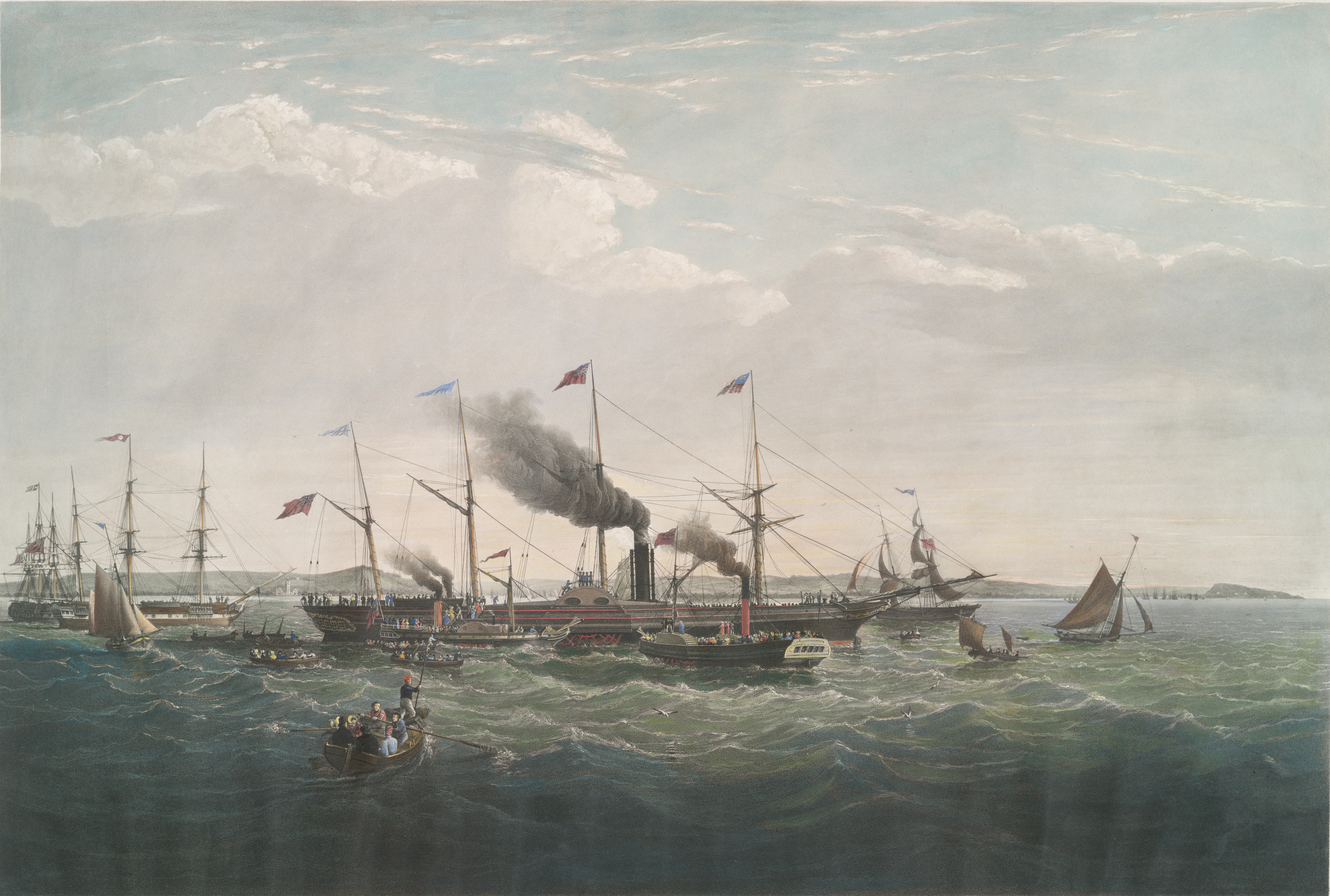
El primer viaje del (1838)

El paso definitivo para la impulsión de la navegación a vapor se alcanzó cuando el Sirius, que partió de Liverpool el 3 de abril de 1838, llegó a Nueva York 19 días más tarde después de una travesía llena de acontecimientos. Muy poca cantidad de carbón se había planificado para la travesía, y la tripulación se vio obligada a quemar velas y muebles para llegar a su destino. El viaje se hizo a un ritmo de 6,7 nudos. Esto se consiguió gracias a la utilización de condensadores que alimentaban las calderas con agua dulce, lo que evitaba tener que quitar la sal depositada. La hazaña fue breve. En efecto, al día siguiente el Great Western, buque concebido por el visionario ingeniero ferroviario Isambard Kingdom Brunel, logró alcanzar Nueva York. Habiendo partido de Liverpool el 8 de abril, pulverizó el récord del Sirius con una velocidad media de 8 nudos. La carrera por la velocidad se pone en marcha y con ella la tradición de la «Banda Azul», una competición inoficial por el honor de hacer la travesía más rápida del Atlántico Norte. Así, el barco que realizaba la travesía más rápida se ganaba el derecho a exhibir una bandera azul en su mástil.

### El crecimiento de los transatlánticos (1838-1897)

#### El nacimiento de las primeras navieras modernas
La dominación de los clípers fue cuestionada cuando el Great Western de Isambard Kingdom Brunel comenzó su primer servicio del Atlántico en 1837. Este barco realizó la travesía para cruzar el Atlántico en 15 días, en comparación con los dos meses de los buques accionados a vela. A diferencia de los clípers, los barcos de vapor ofrecían una velocidad constante y la capacidad de mantener un horario determinado. Los primeros barcos de vapor todavía tenían velas, no obstante, ya que los motores todavía tenían un consumo de combustible muy ineficiente. Tener velas habilitaba a buques como el Great Western para aprovechar las condiciones favorables del tiempo y minimizar el consumo de combustible.
Con el Great Western, Brunel sienta las bases para las nuevas técnicas de construcción naval. Se dio cuenta de que la capacidad de un buque aumenta más rápido que su resistencia al agua; en otras palabras, la proporción de carbón transportado a partir del tamaño de la nave disminuye cuando el buque es cada vez mayor. Construir buques de gran tamaño es más rentable. Además, durante la década de 1830, la migración hacia América aumentó enormemente. Estos movimientos de población resultaron una lluvia de financiación para las empresas marítimas, algunas de las más grandes surgieron en esta época. Este es particularmente el caso de P&O, fundada en 1822 en el Reino Unido, y la Compagnie Générale Maritime en Francia, en 1855, que posteriormente se convertirá en la Compagnie Générale Transatlantique.

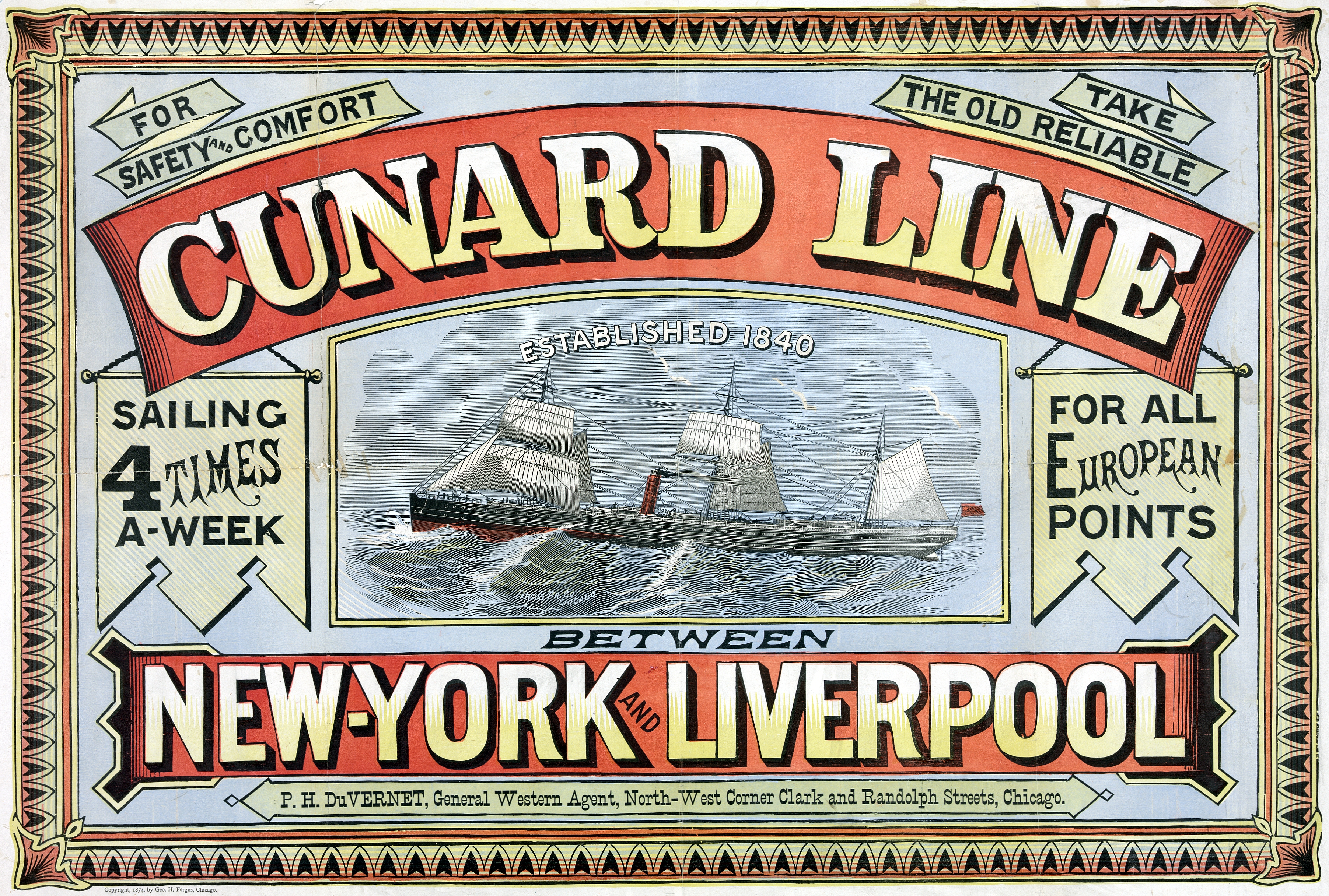
Cartel de la naviera Cunard Line publicitando su servicio marítimo regular de pasajeros entre Liverpool y Nueva York (1875).

El vapor también permitió a los buques asegurar el transporte regular que no permitía la navegación a vela. Este aspecto en particular sedujo a las empresas postales, que alquilaron los servicios de estos buques para servir a los clientes separados por el océano. En 1839, Samuel Cunard fundó la naviera Cunard Line y fue el primero en dedicar su actividad a transportar correo asegurando así un servicio regular con un horario establecido. Sus buques operaban rutas entre el Reino Unido y los Estados Unidos, y fueron rápidamente apodados paquet boats», origen del término «paquebote». Poco a poco, estos barcos de largo recorrido abandonaron la rueda de paletas como impulsor en alta mar, poco prácticas, en beneficio de la hélice.

#### Los primeros gigantes

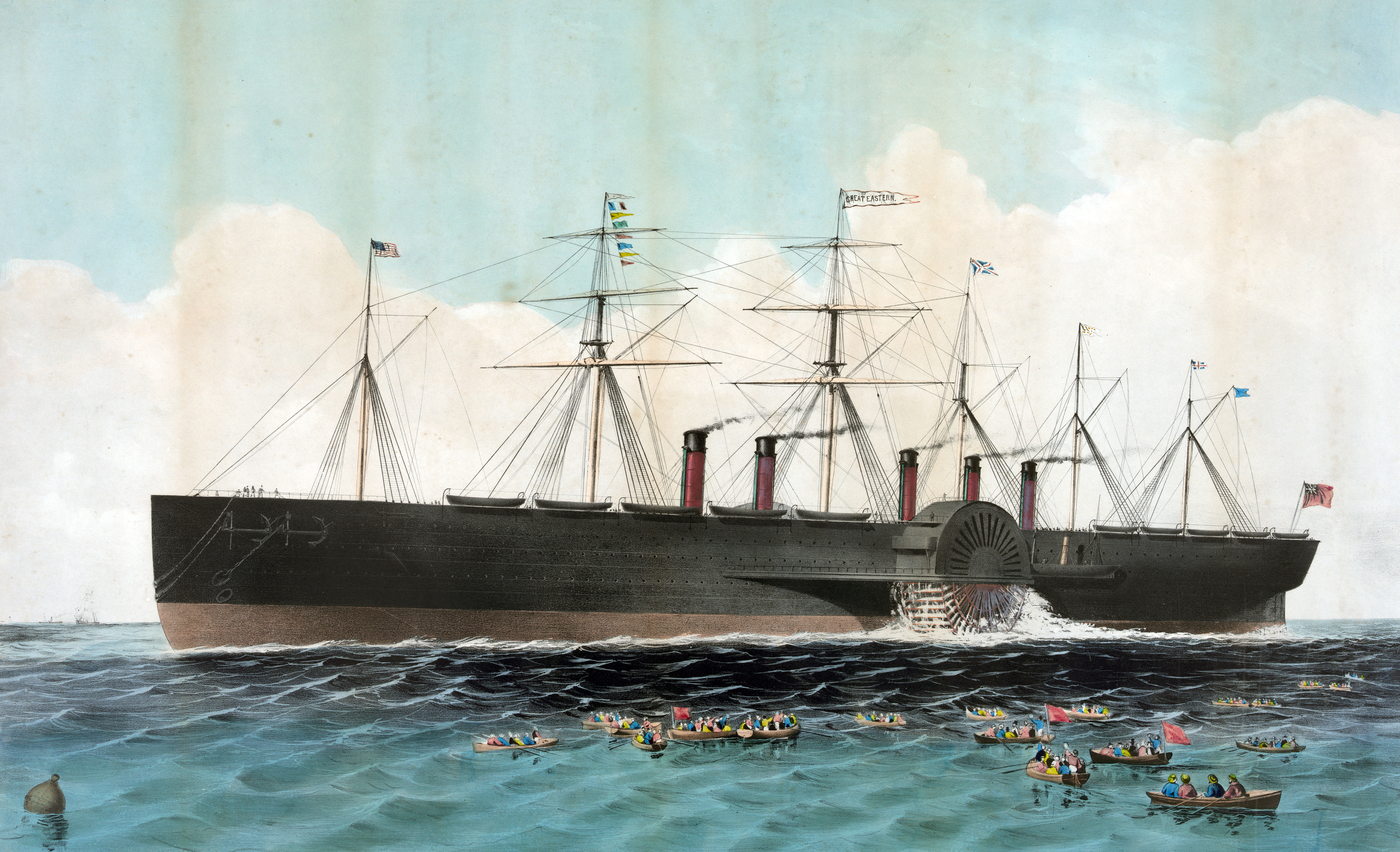
El fue durante 40 años el mayor transatlántico jamás construido, aunque su carrera fue corta y caótica.

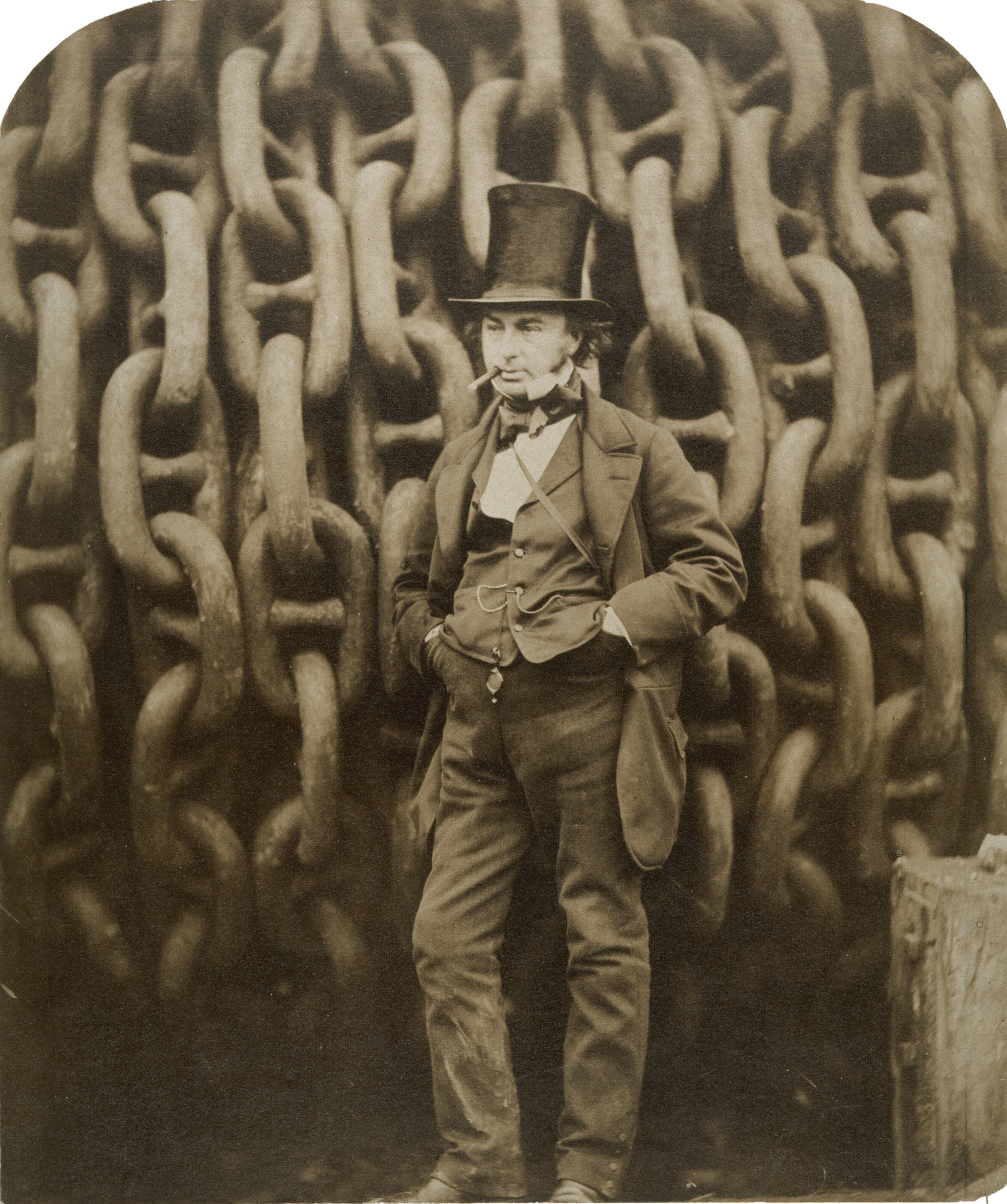
Isambard Kingdom Brunel antes de la botadura del en 1857.

En 1840, el barco de la naviera británica Cunard Line RMS Britannia comenzó su primer servicio regular de pasajeros y carga realizada por un buque de vapor, navegando desde Liverpool a Boston. A pesar de algunas ventajas que ofrecían los barcos de vapor, los clípers seguían siendo dominantes. En 1845, el Great Britain se convirtió en el primer barco con casco de hierro impulsado a hélice en cruzar el Atlántico.
El tamaño de los buques fue en aumento, y con ello los cascos de madera se volvían cada vez más frágiles: la aparición de los cascos de hierro, a partir de 1845, y posteriormente de acero, permitieron superar estos problemas. El primer buque de doble casco de hierro es el Great Britain, creado por Brunel, que también es el primer buque en el que una hélice sustituye las ruedas de paletas. Una vez más, la nave espanta a la clientela y su carrera se demuestra desastrosa: el barco encalla y se convierte en un almacén. Con el tiempo se convertiría en un museo, más de 150 años después de su botadura. La naviera estadounidense Collins Line siguió un enfoque diferente. Diseñaba y operaba barcos lujosos, equipados con adelantos como cámaras frigoríficas, sistemas de calefacción y otras innovaciones, pero la operación resultaba costosa. El hundimiento de dos de sus buques fueron fatales para la naviera, que finalmente se disolvió en 1858.
A partir de 1850, nuevos barcos de la Inman Line, con propulsores más eficientes comenzaron a reemplazar las ruedas de paletas utilizadas por los transatlánticos anteriores, permitiendo acortar el tiempo de las travesías y mejorando las condiciones del viaje, lo que hizo despegar el transporte de pasajeros (sobre todo inmigrantes) y carga a través del océano.
En 1858, Brunel construyó su tercer y último buque gigante, el Great Eastern. Con una longitud de 212 metros, esta nave se mantuvo durante casi 40 años como el objeto flotante más grande construido hasta entonces. Podía embarcar en teoría hasta 5000 personas. Sin embargo, su carrera se vio perjudicada por una serie de fallos e incidencias: el constructor y los propietarios van a la quiebra, y la travesía transatlántica inaugural fue retrasada en varias ocasiones y se realiza con el buque casi vacío.
Entre Alemania y los Estados Unidos también muchos barcos realizan salidas desde los principales puertos alemanes de Hamburgo y Bremen, botados por compañías navieras como Hamburg America Line (HAPAG) y Norddeutscher Lloyd. El año 1858 estuvo marcado por un accidente grave, el hundimiento del SS Austria, ocurrido el 13 de septiembre. El buque, construido en Greenock en 1857, que conecta dos veces al mes las ciudades de Hamburgo y Nueva York vía Southampton, sufrió un incendio accidental que hizo sucumbir a gran parte de los 534 pasajeros y la tripulación cerca de la costa de Terranova. 88 supervivientes fueron testigos de la catástrofe.
En el mercado británico, la Cunard Line y la White Star Line mantienen una considerable competencia a partir de la compra de esta última compañía por Thomas Ismay en los finales de la década de 1860. La lucha toma como símbolo la obtención de la «Banda Azul» que ambas compañías consiguen varias veces a lo largo del siglo y que comparten con algunos barcos de la naviera Inman Line.

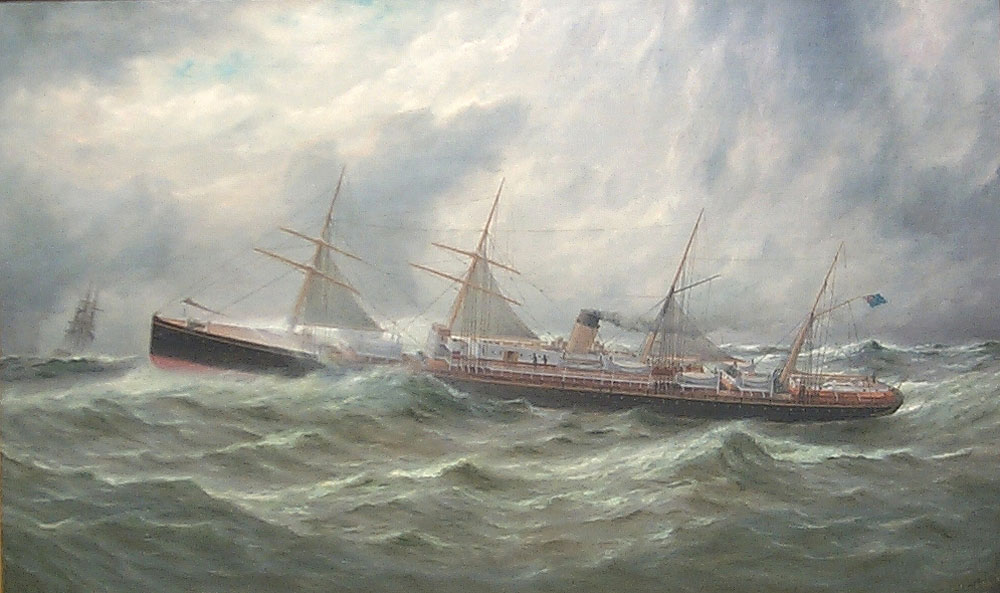
Ilustración del, uno de los primeros barcos transatlánticos de la naviera británica White Star Line (1871).

En 1870, el RMS Oceanic de la naviera White Star Line estableció un nuevo estándar para los viajes transoceánicos al tener camarotes de primera clase en medio del barco, con amenidades añadidas, como grandes ojos de buey, electricidad y agua corriente. La White Star contaba con otros tres barcos junto al Oceanic: el Atlantic, el Baltic y el Republic, que operaban en el trayecto Nueva York-Liverpool. Estos cuatro primeros barcos, construidos bajo la dirección de Thomas Henry Ismay tuvieron un gran éxito en la línea transatlántica, y la compañía inmediatamente ordenó construir dos más, el Adriatic y el Celtic.
El lujo y la tecnología de los barcos sufrían por entonces una evolución constante. Las velas auxiliares se volvieron rápidamente obsoletas y desaparecieron por completo al final del siglo XIX, mientras que los barcos adoptaron una silueta más moderna, con el diseño de la proa en ángulo recto. También se preveía un posible uso militar de estos buques, y el RMS Teutonic se convirtió en 1889 en el primer crucero auxiliar de la historia: en caso de guerra, podía ser fácilmente equipado con cañones y utilizado en caso de conflicto. La nave logró impresionar al emperador alemán Guillermo II que deseaba dotar a su país con una flota moderna.
A mediados de la década de 1880, el tamaño de los transatlánticos aumentó para satisfacer las necesidades de inmigración a los Estados Unidos y Australia. El RMS Umbria y su gemelo, el RMS Etruria fueron los dos últimos barcos de Cunard de aquel período equipados con velas auxiliares. Ambas naves fueron construidas por John Elder & Co., de Glasgow, Escocia, en 1884. Batieron varios récords para los estándares de la época, y fueron los mayores buques de su tiempo, navegando en la ruta entre Liverpool y Nueva York.
A principios de la década de 1890, Cunard introdujo dos nuevos barcos, el RMS Campania y el RMS Lucania. Prácticamente idénticos en diseño y dimensiones, ambos se convirtieron en los buques de pasajeros más grandes y rápidos del mundo, cruzando el océano Atlántico en menos de seis días. Ambos se hicieron con la Banda Azul y el Lucania mantuvo dicho galardón hasta 1898.
En 1899, la White Star Line introdujo un nuevo barco, el RMS Oceanic que fue el primero en superar al Great Eastern en eslora, aunque no en tonelaje. La construcción del Oceanic marcó un punto de inflexión a partir del cual la White Star dejó de competir en velocidad con sus rivales para concentrar sus esfuerzos únicamente en la comodidad de sus pasajeros y el lujo de sus buques.
La marina mercante también protagonizó una evolución paralela. El RMS Ophir, un barco de vapor de 6814 toneladas propiedad de la Orient Steam Navigation Company, fue uno de los primeros equipados con equipos de refrigeración. Operaba en la ruta del canal de Suez, desde Reino Unido hasta Australia durante la década de 1890 hasta los años previos a la Primera Guerra Mundial, cuando se convirtió en un crucero mercante armado.

### La primera edad de oro (1897-1914)
El período entre el final del siglo XIX y la Primera Guerra Mundial se considera la primera edad dorada de los transatlánticos. Impulsada por la fuerte demanda creada por la emigración europea hacia América, la competencia internacional entre las líneas de pasajeros, y un nuevo énfasis en el confort, las compañías navieras construyeron barcos cada vez más grandes y más rápidos.

#### Alemania entra en escena
En 1897, Alemania comenzó a dominar el pujante mercado atlántico de pasajeros con la aparición de una serie de nuevos buques, comenzando con el Kaiser Wilhelm der Grosse de la Norddeutscher Lloyd, al que siguieron algunos años más tarde tres barcos gemelos, pertenecientes a la clase Kaiser. Este transatlántico de largo alcance contaba con muchas innovaciones: era muy lujoso y rápido, y logró arrebatar la Banda Azul a los británicos. También fue el primero de los buques de cuatro chimeneas que comenzaron a surgir entonces. El buque solo habría necesitado dos para el funcionamiento de sus calderas, pero un mayor número de chimeneas daba a los pasajeros una mayor sensación de seguridad y potencia de la que las navieras se aprovechaban.
En 1900, la naviera HAPAG respondió con la construcción del Deutschland, también dotado con cuatro chimeneas y construido para la velocidad. Este consiguió fácilmente la Banda Azul, antes de perderla en favor del RMS Lusitania en 1910. Esta carrera por la velocidad, sin embargo, se realizaba a expensas de la comodidad y genera vibraciones fuertes a lo largo de los buques, que hacía perder atractivo a un buque una vez que lograba batir el registro. El Deutschland solo fue utilizado durante diez años como transatlántico antes de ser convertido prematuramente en un buque de cruceros. Alemania pasó así a dominar el comercio de pasajeros en el océano Atlántico.
Por entonces, la compañía Canadian Pacific Railway (CPR) también se había convertido en uno de los sistemas de transporte más grandes del mundo, combinando barcos y ferrocarriles que operaban desde Canadá. En 1891, la división marítima de CPR comenzó su primer servicio en el océano Pacífico. En 1903, la CPR comenzó su primer servicio en el Atlántico debido a la creciente migración de los europeos hasta el oeste de Canadá, como resultado de las tierras libres ofrecida por el gobierno canadiense.
Por la misma época, el banquero estadounidense John Pierpont Morgan abrazó la idea de lograr un imperio marítimo mediante la agrupación de un gran número de empresas. Fundó para ello la International Mercantile Marine Company que agrupaba inicialmente a varias empresas estadounidenses, y desde 1902, incluía la Leyland Line y la White Star Line. A principios de siglo, esta compañía había obtenido de nuevo gran popularidad con la introducción de sus nuevos barcos: el RMS Celtic (1901), RMS Cedric (1902), RMS Baltic (1903) y el RMS Adriatic (1906). Por otra parte, su trust firmó acuerdos con empresas alemanas de modo que su único competidor serio pasó a ser la Cunard Line.

#### Los nuevos gigantes británicos
En vista de estos acontecimientos, Cunard estaba determinada a retomar su prestigio. En 1902, alcanzó un acuerdo con el gobierno británico para construir dos nuevos transatlánticos, el RMS Lusitania y el RMS Mauretania, diseñados por el arquitecto naval Leonard Peskett, y concebidos para alcanzar una velocidad de crucero cercana a los 24 nudos. El gobierno estaba dispuesto a prestar una elevada suma de dinero para financiar la construcción, bajo la condición de que ambos barcos pudieran ser reconvertidos en cruceros armados en caso de ser necesario.
En 1905, Cunard equipó el RMS Carmania con turbinas de vapor, que superaron a su buque hermano Caronia, impulsado por motores de vapor de expansión cuádruple. En ese momento, estos eran los barcos más grandes de la flota de Cunard, y el uso de diferentes métodos de propulsión en buques por lo demás similares permitieron a la empresa evaluar los méritos de ambos. Los motores del Carmania tuvieron éxito y, en consecuencia, en 1907, Cunard introdujo el Lusitania y el Mauretania, buques mucho más grandes e impulsados por turbinas de vapor. El Mauretania ganó la «Banda Azul» y la mantuvo durante un largo periodo initerrumpido de 20 años.
El predominio de la «Banda Azul» por parte de Cunard no impidió a otras navieras competir en términos de tamaño y lujo. En 1911, la White Star Line estrenó el RMS Olympic, el primero de un trío de 45 000 toneladas de arqueo bruto, conocidos como la clase Olympic, compuesta junto al RMS Titanic y el HMHS Britannic. Estos buques tenían casi 15 000 toneladas más que sus rivales de Cunard y, además, eran 30 metros (98 pies) más largos que estos últimos. Como la mayoría de buques de la compañía, estos tres barcos nacieron de un esfuerzo especial por parte de la naviera para atraer a más inmigrantes, tratándolos con respeto y haciendo sus viajes más placenteros.
El aumento de tamaño de los transatlánticos superó las regulaciones de transporte. En 1912, el hundimiento del RMS Titanic después de chocar con un iceberg causó un gran impacto en la sociedad de la época, debido al elevado número de víctimas (más de 1500 personas). Un factor que contribuyó a la gran pérdida de vidas fue la falta de suficientes botes salvavidas para todos. Tras el desastre del Titanic, los reglamentos fueron revisados para exigir que todos los transatlánticos llevaran suficientes botes salvavidas para todos los pasajeros y la tripulación. Además, se establece una patrulla internacional (la International Ice Patrol) para supervisar las rutas de navegación en el Atlántico Norte y vigilar la presencia de hielo e icebergs, así como el Convenio Internacional para la Seguridad de la Vida Humana en el Mar, firmado por primera vez en enero de 1914, que requería guardias de radio continuas en todos los barcos.
Por la misma época, la naviera Hamburg America Line también había ordenado la construcción de tres buques gigantes, SS Imperator, SS Vaterland y el SS Bismarck, todos por encima de las 51 500 toneladas brutas. El Imperator fue botado en 1912, y el Bismarck (posteriormente renombrado como Majestic) sería el barco más grande del mundo hasta 1935. No obstante, estos buques prácticamente no sirvieron bajo el nombre de la Hamburg America Line antes de la Primera Guerra Mundial. Después de la guerra, fueron entregados como reparaciones de guerra tras la derrota alemana, y otorgados a las navieras británicas y estadounidenses. El Vaterland se convirtió en el SS Leviathan de la United States Lines; el Imperator se convirtió en el RMS Berengaria y el Bismarck (botado solo cinco semanas antes del comienzo de la Primera Guerra Mundial) se convirtió en el RMS Majestic, respectivamente de la Cunard y la White Star Line.
Uno de los últimos transatlánticos en entrar en servicio antes del estallido de la Primera Guerra Mundial fue el RMS Aquitania, el tercero de los grandes transatlánticos de Cunard, tras el Lusitania y el Mauretania. Considerado como uno de los barcos más atractivos de su época, el Aquitania realizó su viaje inaugural a Nueva York el 30 de mayo de 1914, y se ganó pronto el apodo «The Ship Beautiful» («El Barco Hermoso»).

### Entre dos guerras (1914-1939)

#### La Primera Guerra Mundial

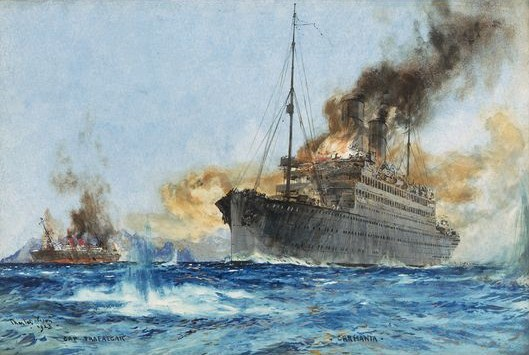
Representación del hundimiento del SMS Cap Trafalgar, un transatlántico alemán reconvertido en un crucero auxiliar armado durante la Primera Guerra Mundial. Fue el primer transatlántico hundido por un barco de la misma clase, el inglés.

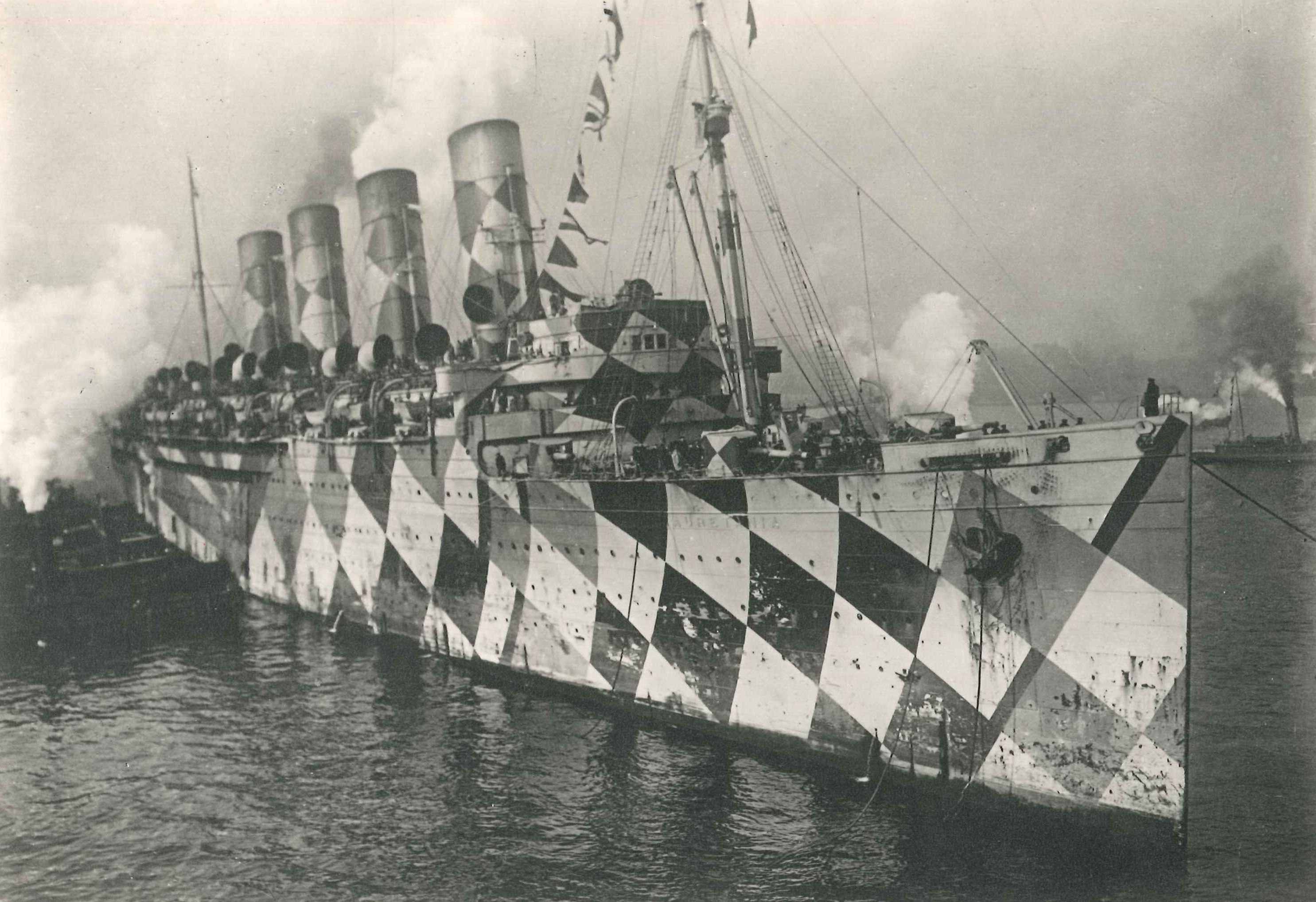
El con pintura de camuflaje durante la I Guerra Mundial.

Los transatlánticos se utilizaron a menudo en tiempos de guerra como transportes de tropas; de hecho, a veces era la propia política nacional la que fomentaba la construcción de transatlánticos en tiempos de paz para que pudieran ser utilizados en caso de guerra para el trasladar grandes cantidades de soldados a bordo, que superasen en velocidad a los buques de guerra y submarinos.
El estallido de la Primera Guerra Mundial interrumpió en gran medida los viajes comerciales, por lo que los transatlánticos jugaron un papel importante durante el conflicto. Gran Bretaña requisó un gran número de grandes buques para su uso en el esfuerzo bélico.
Navíos de gran tamaño y renombre, como el Mauretania y el Olympic, fueron utilizados como transportes de tropas y heridos, mientras que embarcaciones más pequeñas se convirtieron en cruceros mercantes armados. El tercer buque de la clase Olympic, el Britannic, nunca operó en el servicio de pasajeros regular para el que fue construido. En su lugar, entró en la guerra al servicio de la Armada Real británica, operando como barco hospital en el Mediterráneo durante un año, hasta que, en noviembre de 1916, colisionó con una mina en el canal de Cea, en el mar Egeo, saldándose con la vida de 30 personas. Otros transatlánticos fueron convertidos en inocentes buques-Q armados para dar caza a submarinos.
Algunas compañías seguían manteniendo un horario regular en sus viajes. En 1915, el Lusitania, uno de los pocos transatlánticos ingleses que todavía operaban en el servicio civil, fue torpedeado por un U-boot alemán, y su hundimiento en las costas irlandesas resultó en la pérdida de cerca de 1200 vidas humanas, poniendo de relieve los peligros que implicaba esta práctica.

#### El período de entreguerras

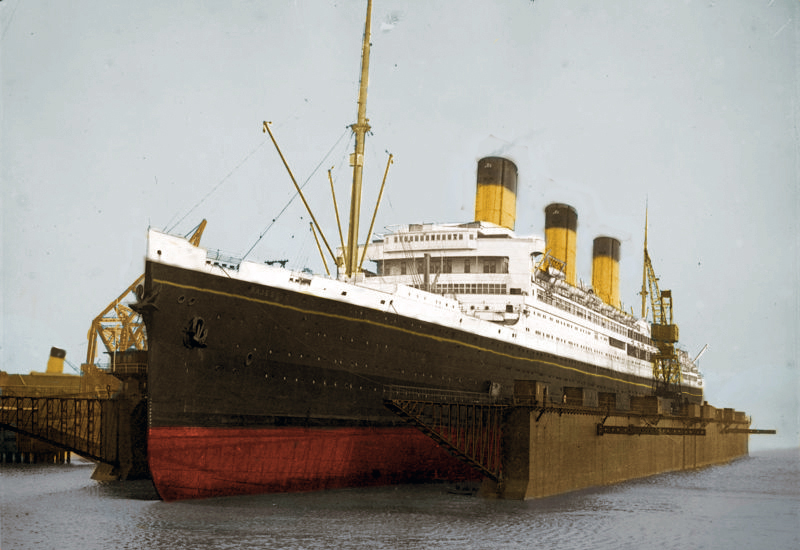
El, buque insignia de la White Star Line durante los años 1920 (imagen coloreada).

Tras el final de la Primera Guerra Mundial, Cunard Line restableció rápidamente su supremacía en el transporte de pasajeros a través del Océano Atlántico en menos de un año, con un servicio semanal de tres barcos hacia Nueva York, el RMS Mauretania, el RMS Aquitania y el RMS Berengaria (antiguo SS Imperator).
Cunard había perdido uno de sus buques insignia, el Lusitania en 1915, pero la flota de la White Star Line había sufrido pérdidas mayores, el buque hospital Britannic en 1916, tras colisionar con una mina submarina; y el Oceanic también naufragó en 1914 tras encallar en la costa. Al terminar la guerra, el tratado de Versalles confiscó a Alemania dos grandes buques como compensación para la flota de la White Star, el SS Bismarck, el tercero y mayor buque de la clase Imperator de Albert Ballin, inacabado en los astilleros Blohm & Voss de Hamburgo, y el SS Columbus en F. Schichau, Dánzig. Aunque ambos barcos habían sido botados, estaban lejos de ser completados, por lo que transcurrieron otros dos años hasta que fueron terminados en su totalidad, rebautizados como RMS Majestic y RMS Homeric, lo que impidió que la compañía pudiera regresar de forma efectiva al transporte de pasajeros hasta mediados de 1922.
Hasta la década de 1920, la mayoría de las líneas de transporte marítimo se basaban en gran medida de la emigración de pasajeros; por lo tanto, se vieron muy afectadas cuando el Congreso de los Estados Unidos presentó un proyecto de ley para limitar la inmigración en el país. En 1921, el Congreso impuso un límite en el número anual de personas que entraban al país. Posteriormente, en 1924, se estableció otra ley de similares características, que apuntaba a una mayor restricción del ingreso de inmigrantes, que hasta entonces habían podido ingresar al país en grandes cantidades desde los años 1890. Como resultado, muchos barcos se transformaron en cruceros, y las instalaciones de tercera clase se reconfiguraron a la clase turista. Para empeorar las cosas, la Gran Depresión surgida como consecuencia de la crisis tras el crack de 1929, empujó a muchas líneas de transporte marítimo a la quiebra.

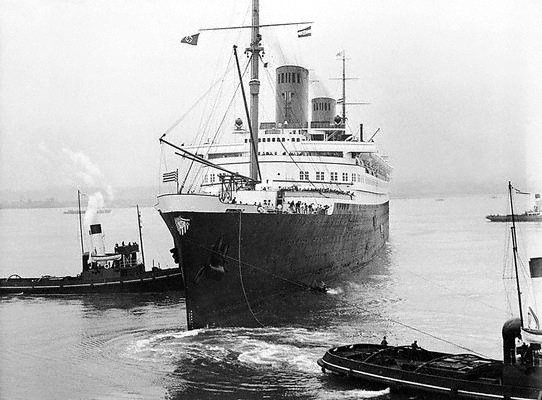
El, fotografiado en 1935.

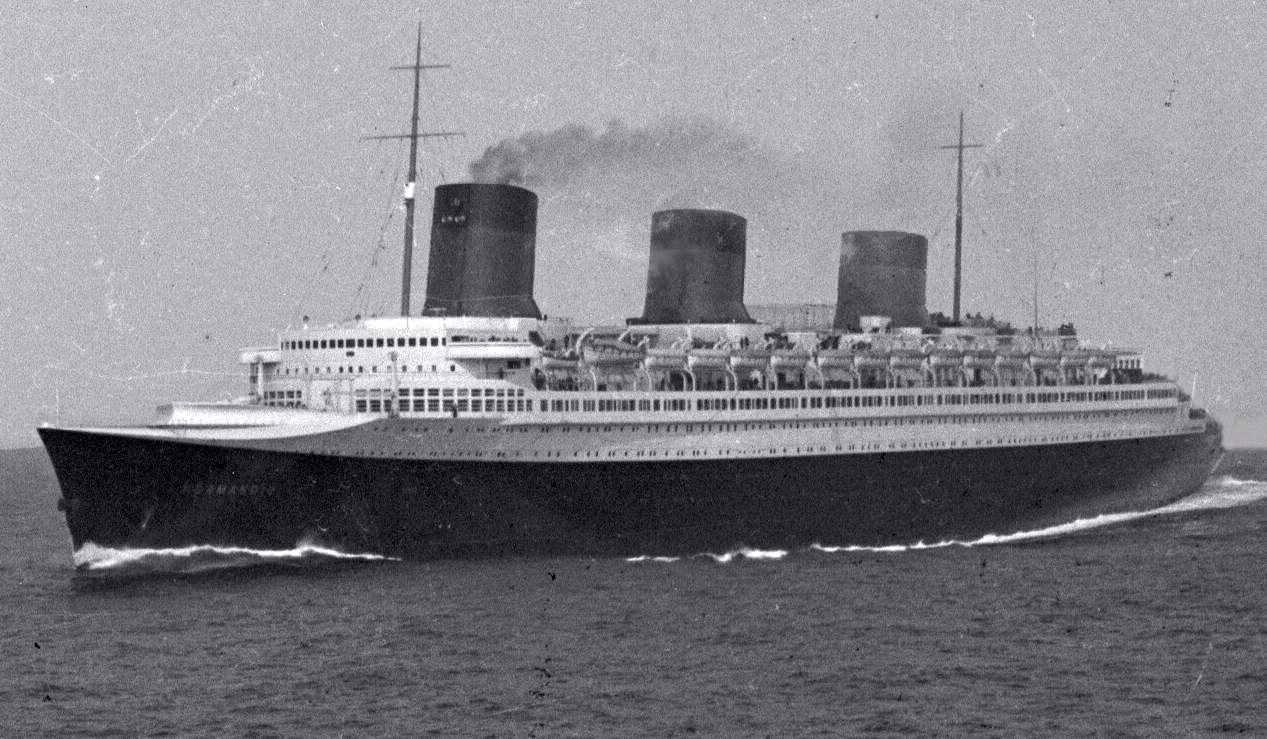
El buque francés, uno de los más grandes y lujosos de su época.

A pesar de las duras condiciones económicas, se siguieron construyendo barcos más grandes y más rápidos. En 1929, los barcos alemanes Bremen y Europa superaron el récord de velocidad establecido por el Mauretania veinte años antes, con una velocidad media de casi 28 nudos (52 km/h). Los buques utilizaban bulbos de proa y turbinas de vapor para alcanzar estas altas velocidades, manteniendo al mismo tiempo los costes de explotación. En 1933, el transatlántico italiano Rex de 51 100 toneladas, con un tiempo de travesía de 4 días y 13 horas, se hizo con la Banda Azul en la travesía hacia el oeste, que se mantuvo durante dos años. En 1935, la naviera francesa Compagnie Générale Transatlantique introdujo el revolucionario SS Normandie, que presentaba un nuevo y revolucionario diseño de casco y una potente transmisión turbo-eléctrica con la que consiguió arrebatarle la Banda Azul al Rex.
Debido a las malas condiciones económicas, el gobierno británico fusionó la Cunard Line y la White Star Line. La nueva empresa, Cunard White Star Line, respondió con el RMS Queen Mary, el RMS Mauretania y el RMS Queen Elizabeth. El Queen Mary mantuvo la Banda Azul entre 1936 y 1937, cuando le fue arrebatada por el Normandie. No obstante, logró recuperar el premio en 1938, conservándolo hasta la entrada en servicio del SS United States, en 1952.

#### La Segunda Guerra Mundial

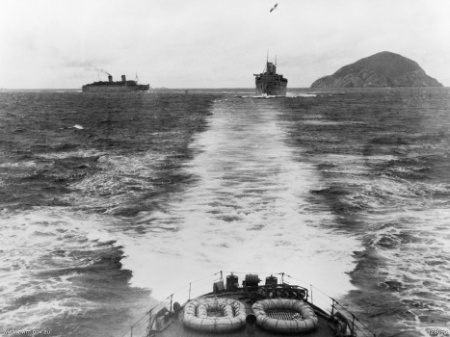
Estrecho de Bass, 4 de septiembre de 1941. El en primer plano, escoltando al convoy US.12A, que comprende el (derecha) y el (izquierda), más allá del Promontorio Wilsons en la costa de Victoria (Australia).

Los transatlánticos también fueron utilizados para el transporte de tropas en la Segunda Guerra Mundial. Transatlánticos notables como el Queen Mary, el Aquitania, el Cap Arcona, el Laconia o el Queen Elizabeth ayudaron a transportar tropas. Mientras que algunos transatlánticos sobrevivieron a la guerra, muchos otros fueron hundidos con grandes pérdidas de vidas; en la II Guerra Mundial los tres peores desastres fueron el naufragio del RMS Lancastria, buque de Cunard, a las afueras de Saint-Nazaire a causa de un bombardeo alemán en 1940, mientras intentaba evacuar a las tropas de la Fuerza Expedicionaria Británica en Francia, con la pérdida de más de 3000 vidas; el hundimiento del alemán Wilhelm Gustloff, con más de 9000 muertes; y el naufragio del Cap Arcona, con más de 7000 vidas perdidas, ambos en el mar Báltico en 1945, cerca del final de la guerra.
El Normandie se incendió y naufragó en el puerto de Nueva York en 1942, mientras era reconvertido para su uso en el transporte de tropas. Muchos de los transatlánticos de los años 1920 y 1930 fueron víctimas de los submarinos, minas o aviones enemigos. El Empress of Britain fue atacado por aviones alemanes, y a continuación, torpedeado por un submarino cuando los remolcadores trataban de trasladarlo a un lugar seguro. Este fue el mayor transatlántico británico hundido durante la contienda. En 1941, el buque de pasajeros más rápido de Alemania, el Bremen, fue víctima de un incendio, se cree que causado por un miembro de la tripulación disgustado, resultando en siniestro total. El Europa fue confiscado por los Estados Unidos en 1945 y, más tarde, cedido a Francia, que lo rebautizó como Liberté y operó como uno de los buques insignia de la CGT, hasta la llegada del France a principios de los años sesenta.
Los buques italianos Rex y Conte di Savoia fueron destruidos durante la guerra. El primero fue bombardeado por la Real Fuerza Aérea británica, mientras que el segundo fue hundido por las propias fuerzas alemanas durante su retirada.
Estados Unidos perdió el SS President Coolidge, de la naviera American President Lines, cuando chocó con una mina de los aliados en el Pacífico Sur. Ninguna naviera quedó indemne tras la guerra.

### El advenimiento de la aviación (1939-1975)

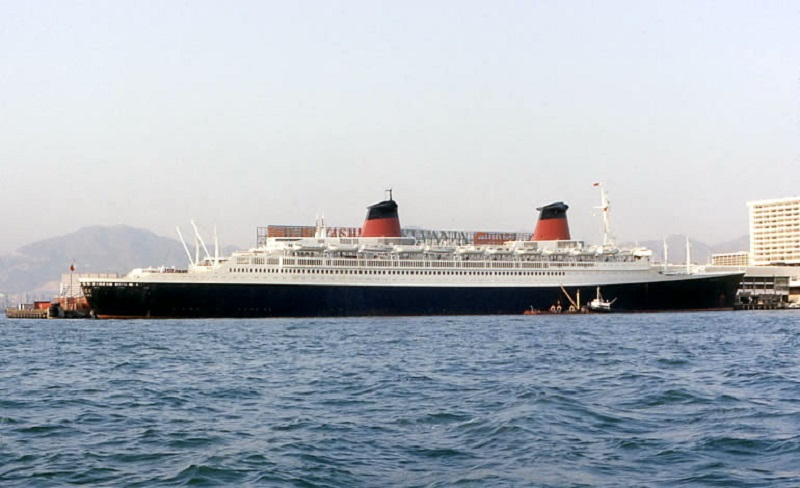
El transatlántico (1961).

El período posterior a la II Guerra Mundial fue también un período intenso. Buques notables incluyen el transatlántico más rápido jamás construido, el SS United States, que en 1952 superó los registros establecidos por el Queen Mary para convertirse en el titular de la Banda Azul, título que conserva actualmente.
En la década de 1950, la industria también fue sacudida por el hundimiento del transatlántico italiano Andrea Doria, en julio de 1956, después de una colisión con el barco de bandera sueca Stockholm en Nantucket, Massachusetts, muriendo 46 personas a bordo de ambos buques.

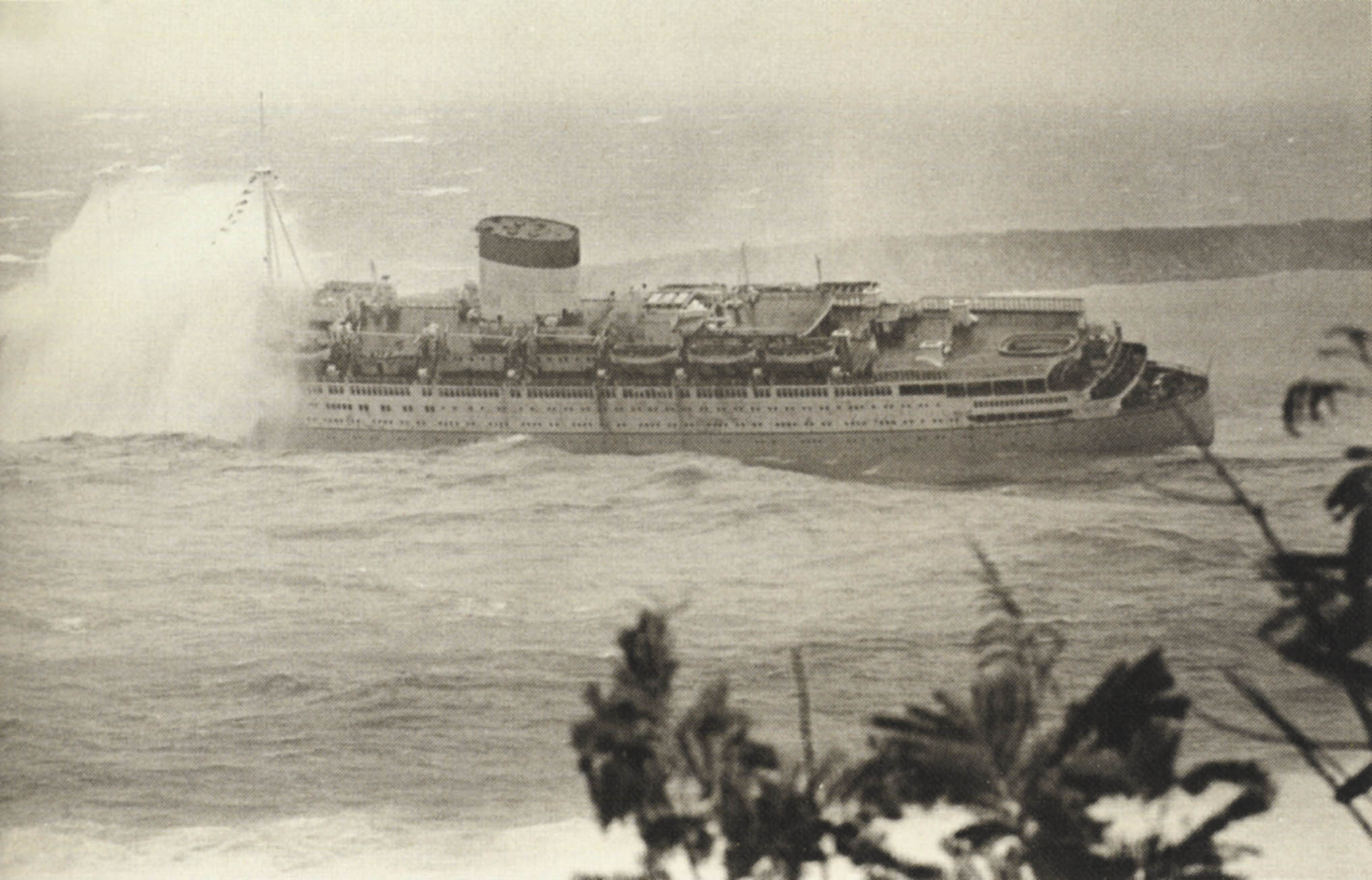
El RMS Caronia hundiéndose en 1974.

También fue significativa la incorporación del SS France en 1961, que tras la pérdida del Queen Elizabeth en 1972, cuando fue destruido por un incendio en el puerto de Hong Kong, se hizo con el título del barco de pasajeros más grande del mundo, que mantuvo hasta la introducción del RMS Queen Mary 2 en 2004.
La inmigración patrocinada por el gobierno australiano dio lugar a un intenso intercambio entre Europa y Australia, con la producción de barcos notables como el SS Oriana y el SS Canberra. Estos dos barcos, que operaban para la naviera P&O, eran los más grandes, rápidos y también los últimos transatlánticos construidos para la ruta hacia Australia.

#### Declive de los viajes transatlánticos

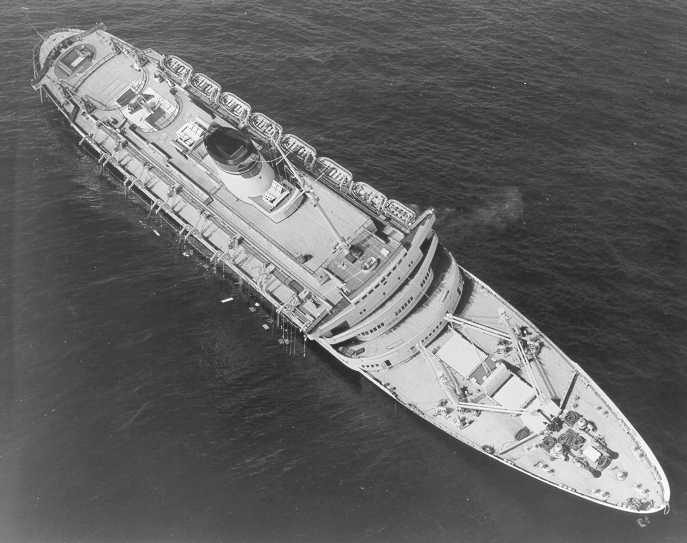
El Andrea Doria, hundido en 1956, fue el último gran buque trasatlántico de pasajeros que se hundió antes de que la aviación se convirtiera en el medio de transporte preferido.

Antes de la II Guerra Mundial, las aeronaves no habían supuesto una amenaza significativa para el negocio de los transatlánticos. La mayoría de las aeronaves antes de la guerra eran ruidosas, vulnerables al mal tiempo, pocas tenían el alcance necesario para vuelos transoceánicos, y además eran caras y tenían pequeña capacidad para pasajeros. Sin embargo, la contienda hizo necesario el desarrollo acelerado de aeronaves de gran tamaño, y con grandes alcances. Bombarderos de cuatro motores, tales como el Avro Lancaster y el Boeing B-29 Superfortress, con su alcance y capacidad de carga masiva, fueron prototipos naturales para los aviones de nueva generación de la posguerra. 

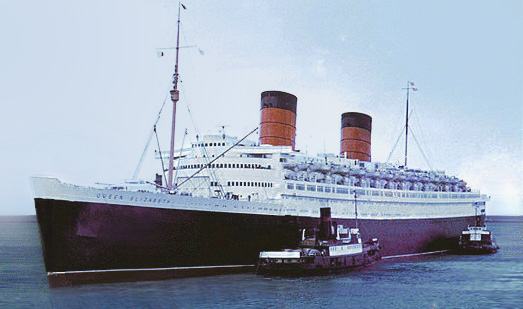
El ' arribando al puerto de Cherburgo (Francia) en 1966.

La tecnología de los motores a reacción también se aceleró después del desarrollo de este tipo de motores en la Segunda Guerra Mundial. En 1953, el De Havilland Comet se convirtió en el primer avión comercial de pasajeros a reacción; los Sud Aviation Caravelle, Boeing 707 y el Douglas DC-8 le siguieron, y buena parte de los viajes de largo recorrido se hacía por el aire. Los transatlánticos de la línea italiana Michelangelo y Raffaello, botados en 1962 y 1963, fueron dos de los últimos buques que se construyeron principalmente para el servicio a través del Atlántico Norte. El RMS Queen Elizabeth 2 de Cunard también fue utilizado como barco de crucero. A principios de la década de 1970, muchos barcos de pasajeros se habían retirado del servicio transatlántico y continuaron su carrera como cruceros.
En 1982, durante la guerra de las Malvinas, tres transatlánticos fueron requisados para el servicio de guerra por el Gobierno británico. El Queen Elizabeth 2 y el Canberra fueron requisados a las navieras Cunard y P&O para servir como transporte de tropas, llevando soldados del ejército británico a la isla Ascensión y las islas Malvinas para recuperarlas de las Fuerzas Armadas argentinas. El crucero SS Uganda de P&O fue requisado como barco hospital y, tras la guerra, sirvió como buque de transporte hasta la construcción de la base aérea de Monte Agradable, que permitió transportar las tropas por vía aérea.

### Sigloxxi

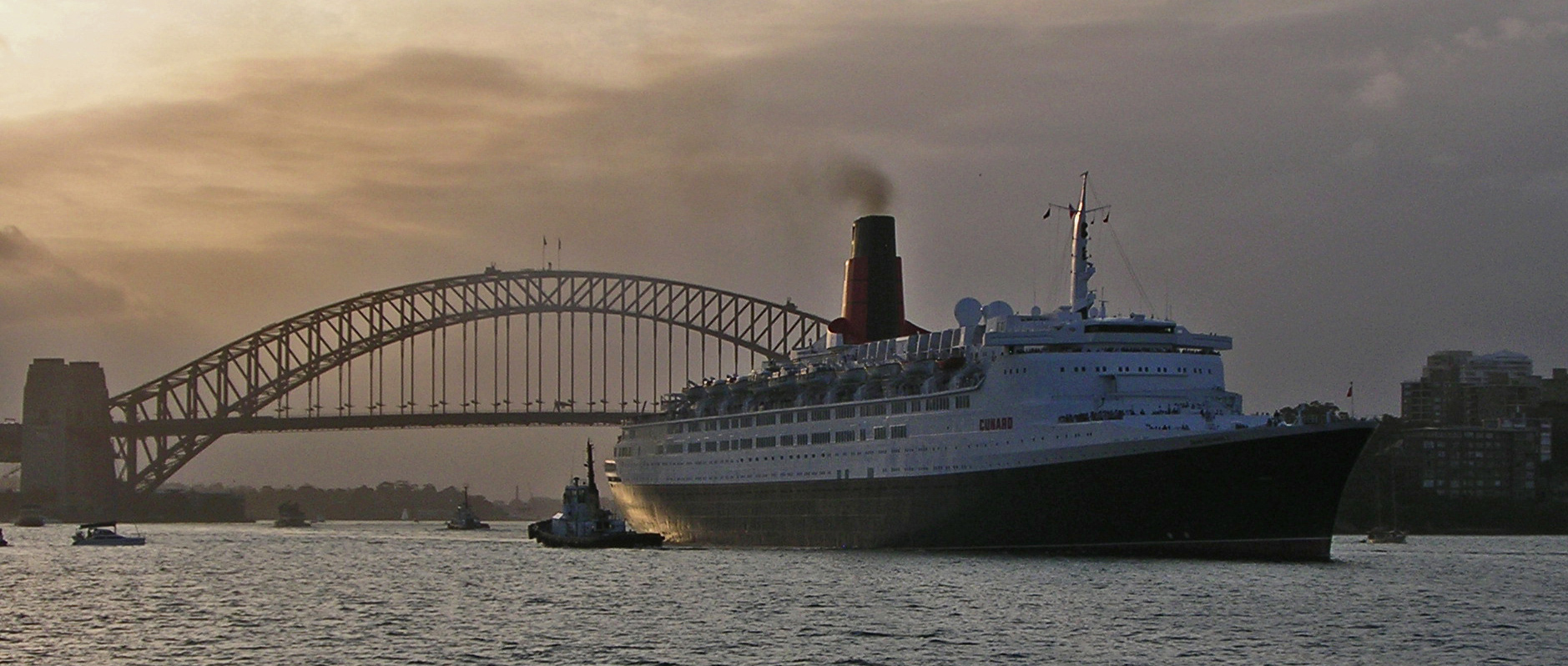
El se concibió como un transatlántico de lujo debido al advenimiento de la era del avión a reacción.

En la primera década del siglo XXI, solo algunos antiguos transatlánticos siguen navegando, mientras que otros, como el Queen Mary, se conservan como museos y hoteles flotantes. Tras la retirada del Queen Elizabeth 2 en 2008, el único transatlántico en servicio es el Queen Mary 2, construido entre 2003 y 2004, que se utiliza tanto para viajes transoceánicos como de cruceros.

## Transatlánticos supervivientes

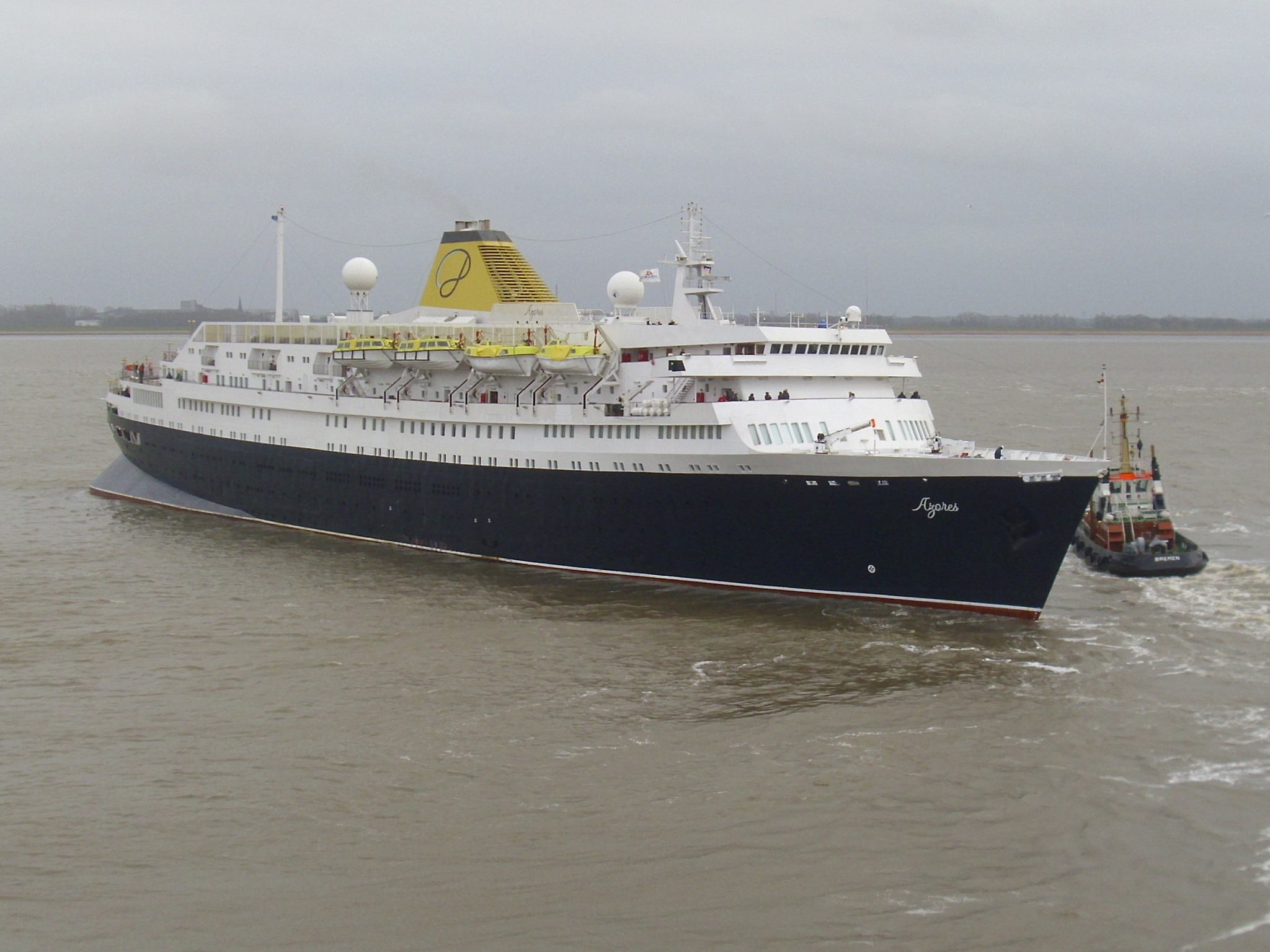
El MV Azores (antiguo Stockholm) en 2014 como crucero. Gran parte de su forma original se mantiene, incluyendo su arrufo.

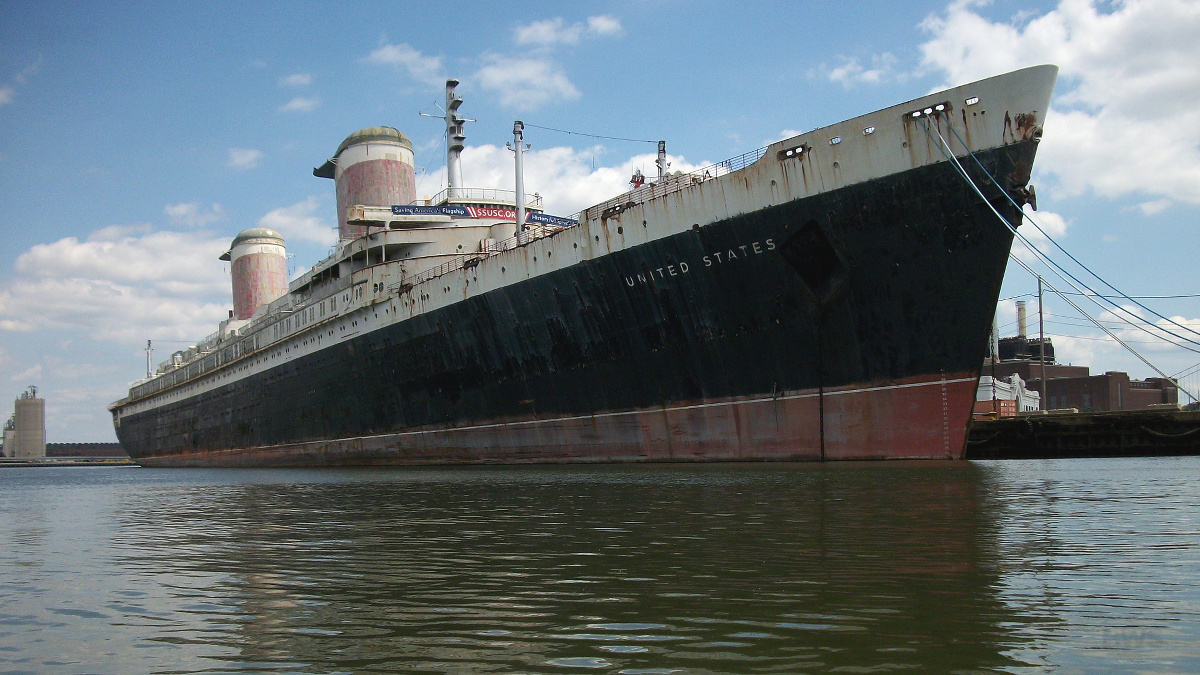
, amarrado en el puerto de Filadelfia en julio de 2017.

De los transatlánticos construidos antes de la Segunda Guerra Mundial, seis sobreviven actualmente. El Queen Mary fue conservado tras su retiro en 1967 como un hotel y museo, localizado en Long Beach, California (EE. UU.). El barco japonés Hikawa Maru, construido en 1929, se conserva como barco museo en Naka-ku, Yokohama (Japón) desde 1961. El Great Britain se conserva en Bristol, Inglaterra (Reino Unido) y el Doulos espera su restauración en la isla de Bintan (Indonesia) como hotel flotante. El
Buque español Correillo La Palma está siendo restaurado en Tenerife es del año 1912 y se espera que haga viajes interinsulares pronto.
Entre los barcos posteriores a la II Guerra Mundial que se preservan todavía, se encuentran el United States (1952), ubicado en Mobile, Alabama desde el 3 de marzo de 2025, su destino final antes de ser convertido en un arrecife artificial; el Rotterdam (1958), amarrado en Róterdam como museo y hotel flotante desde 2008; y el Queen Elizabeth 2 (1967), actualmente en Puerto Rashid (Dubái) desde 2009; como hotel flotante. El Veronica de 1966 (antiguo MS Kungsholm), fue reconvertido en hotel flotante en Duqm (Omán) en 2012, aunque el hotel cerró un año después. En octubre de 2015, el barco fue vendido para su desguace, siendo remolcado hasta Alang, en la India, en diciembre de ese año. El desguace fue completado en el 2016.
En el 2025 los transatlánticos sobrevivientes son:
1. SS Great Britain
2. Hikawa Maru
3. Doulos
4. RMS Queen Mary
5. MV Moonta
6. MS Ancerville
7. SS United States
8. SS Rotterdam
9. MV Funchal
10. MV Brazil Maru
11. RMS Queen Elizabeth 2
12. RMS Queen Mary 2

El último transatlántico clásico en ver servicio fue el MS Stockholm el cual fue operado bajo el nombre "MV Astoria" como crucero hasta el 2020.